# Максимов, Юрий Владимирович
Юрий Владимирович Максимов (род. 11 апреля 1978, Фрязино, Московская область, СССР) — российский миллиардер, IT-предприниматель и общественный деятель. Сооснователь компании Positive Technologies и фонда развития результативной кибербезопасности "Сайберус".  
С 2007 по 2021 годы был генеральным директором Positive Technologies. Под руководством Юрия Positive Technologies выросла до международного уровня и стала первой российской публичной компанией в сфере кибербезопасности. Сегодня капитализация компании превышает 170 млрд рублей, а ее совладельцами являются более 200 000 человек.
В 2021 году был назначен советником Министра цифрового развития, связи и массовых коммуникаций Российской Федерации на общественных началах.
В апреле 2024 года стал третьим российским долларовым миллиардером из числа программистов. В июле 2024 года был включен в глобальный список Forbes. Его состояние оценивается в 1,2 миллиарда долларов.

## Биография

### Ранние годы
Юрий Максимов родился 11 апреля 1978 года в наукограде Фрязино (Московская область) в семье инженеров. Его родители Владимир Петрович и Людмила Павловна работали на Фрязинском заводе им. 50-летия СССР. Был вторым ребёнком в семье (старший брат — Дмитрий Максимов, один из сооснователей Positive Technologies).
В 1995 году окончил школу и поступил в МГУ им. М. В. Ломоносова на физический факультет. В университете занялся разработкой программного обеспечения, позволяющего моделировать и анализировать проблемы передачи информации в гетерогенных сетях. По этой теме защитил диплом специалиста в 2001 году.
В 2004 году окончил аспирантуру МГУ им. М. В. Ломоносова.

### Начало карьеры
С первого курса Максимов совмещал учёбу и работу программистом в компании «Октава+», которая занималась прецизионной измерительной техникой. Там начал самостоятельно разрабатывать программное обеспечение для измерительных систем и внутренней эксплуатации компании (аналог ERP-системы), вести международные проекты по поставке и внедрению зарубежных решений в отечественные компании и экспорту российских решений.
На базе «Октавы+» Максимов создал крупную вычислительную сеть (которая предоставляла услуги связи офисным центрам и в конечном итоге объединила более 40 зданий в трёх округах Москвы) и стал получать часть прибыли от продаж данного решения.

## Positive Technologies

### Основание компании и первые годы работы (2002—2007)
В 2002 году вместе с братом Дмитрием и другом Евгением Киреевым основал Positive Technologies. Первым продуктом компании стал разработанный Дмитрием Максимовым сканер уязвимостей XSpider, бесплатную версию которого на тот момент скачали более 300 тысяч раз.
Первый офис компании располагался в Алтуфьеве, а штат на момент открытия состоял из шести человек: троих основателей, сейла, офис-менеджера и программиста.
Уже к 2004 году среди клиентов компании были такие отечественные компании, как «Сбербанк», «Вымпелком», «ММК».

### На посту генерального директора (2007—2021)
С 2004 по 2007 год Юрий Максимов занимал должность технического директора Positive Technologies.
В 2004 году предприниматель приступил к созданию первой в России команды белых хакеров, экспертиза которых стала основой всего продуктового портфеля компании, включающего продукты MaxPatrol 8, MaxPatrol SIEM, PT Application Firewall, PT NAD и др.
В 2007 году занял пост генерального директора Positive Technologies. Трансформация акционерной структуры со временем привела к тому, что Максимову стало принадлежать более 50 % компании.
Юрий Максимов стал идеологом создания Positive Hack Days — крупнейшего в Европе форума по практической кибербезопасности, ставшего площадкой для диалога между экспертами, бизнесом и государством, а также самой масштабной в мире открытой кибербитвы The Standoff.
В 2021 году компания заняла 15-ю строчку в рейтинге самых дорогих компаний Рунета по версии Forbes.

### Международная экспансия
В 2011 году в Великобритании появился первый зарубежный офис Positive Technologies, в 2012 году офисы компании открылись в Италии и Южной Корее, в 2013 — в Индии, ОАЭ, Тунисе и США.
В 2014 году Максимов принял решение разделить Positive Technologies на две компании — российскую и швейцарскую, с независимой разработкой в чешском городе Брно и офисами продаж по всему миру. В 2021 году стало известно о продаже доли Юрия Максимова в зарубежных юрлицах топ-менеджменту швейцарской компании.

### Санкции США
15 апреля 2021 года президент США Джо Байден подписал указ о введении санкций против шести российских IT-компаний «поддерживающих киберпрограммы российских спецслужб». В их числе оказалось одно из юридических лиц российской структуры Positive Technologies. Компанию обвинили в том, что она оказывает поддержку государственным органам и проводит крупные мероприятия по кибербезопасности, где сотрудники спецслужб якобы могут вербовать хакеров. Максимов отверг все обвинения и назвал их ошибкой.
После введения санкций все американские контракты с Positive Technologies были разорваны. Влияние на российский бизнес было практически нулевым.
Сам Максимов не находится под санкциями.

### Смена генерального директора
В 2020 году Юрий Максимов объявил, что собирается покинуть пост генерального директора, объяснив свое решение тем, что это позволит ему «сфокусироваться на развитии идеи результативной информационной безопасности, не ограничиваясь рамками одной компании» и «выступать на стороне акционеров и спрашивать с компании соответственно». Вопрос о назначении нового генерального директора Максимов доверил топ-менеджменту Positive Technologies. В 2021 году результате открытого обсуждения генеральным директором был избран Денис Баранов.

### Вывод Positive Technologies на биржу
В 2020 году Максимов сообщил о намерении Positive Technologies стать публичной компанией. Предприниматель заявил, что основной целью выхода на биржу является создание вокруг компании людей из IT-индустрии, которые понимают бизнес и заинтересованы в стремительном развитии Positive Technologies. В результате акции получили около 1400 действующих и бывших сотрудников.
В декабре 2021 года «Группа Позитив» вышла на Московскую биржу в режиме прямого листинга и стала первой публичной компанией на российском рынке кибербезопасности. За первую неделю торгов было совершено около 50 тысяч сделок, оборот составил 819 миллионов рублей.
Оставаясь мажоритарным акционером компании, Юрий Максимов занял роль председателя совета директоров ПАО «Группа Позитив».
По версии Forbes, состояние Максимова оценивается в $450 млн (информация за 2020 год).
В 2022 году Юрий Максимов основал занимающийся кибербезопасностью фонд Cyberus.
В апреле 2024 года из-за роста стоимости акций Positive Technologies на бирже стал третьим российским долларовым миллиардером из числа программистов после Евгения Касперского и Дениса Фролова, со стоимостью доли в Positive Technologies в 1,08 млрд долл.

## Фонд «Сайберус»
В 2021 году ряд предпринимателей и инвесторов из сферы IT и кибербезопасности создали фонд развития результативной кибербезопасности Сайберус. Одним из инвесторов проекта стал Юрий Максимов. К фонду относится ряд проектов, среди которых «Кибердом», «Кибериспытание» и СyberOK, а также доли в разработчике EveryTag и образовательной компании CyberED. Фонд позиционирует себя как стратегического инвестора, который объединяет компетенции различных игроков рынка ИТ и кибербезопасности для формирования новых продуктов и повышения киберзащищенности России и других стран.

### F6
В ноябре 2024 года фонд объявил о создании новой российской компании F6 по борьбе с киберпреступностью и разработке современных технологий предотвращения и расследования киберпреступлений. Фонду принадлежит 47% в новой компании. Остальная доля распределена между частными инвесторами. Одновременно с этим фонд сообщил о сделке по покупке части активов компании F.A.C.C.T. (бывшая Group-IB). После сделки активы F.A.C.C.T. перешли компании F6.
Одним из продающих акционеров со стороны F.A.C.C.T. был сооснователь компании Илья Сачков, российский ИТ-предприниматель и хакер. В 2021 году Сачков был арестован по обвинению в государственной измене, а в 2023 году приговорен судом к 14 годам лишения свободы. Юрий Максимов стал одним из немногих представителей бизнеса, кто высказался в поддержку Сачкова. На заседании государственной думы по вопросам развития отечественной ИТ-отрасли на фоне иностранных санкций Максимов призвал выпустить Сачкова из под стражи. Максимов объяснил это тем, что компетенции и опыт осужденного предпринимателя необходимы для развития российских технологий. Особенно на фоне беспрецедентных вызовов, с которыми столкнулась России после введения санкций и стремительного ухода западных вендоров с российского рынка.

### Кибердом
Кибердом – проект фонда, объединяющий отрасль кибербезопасности, бизнес и государства с целью популяризации киберзащиты и профессий в сфере информационной защиты и ИТ. Первый Кибердом был открыт в Москве в 2023 году. Одна из заявленных целей фонда – расширение сети Кибердомов по всей стране и по всему миру. В июне 2025 года фонд Сайберус  сообщил о договоренности с катарской инвестиционной компанией Al-Adid Business о строительстве Кибердома в Дохе. Компанию связывают с членом правящей монаршей семьи Катара Шейхом Сухеймом бин Ахмедом Аль-Тани.

## Взгляды на кибербезопасность
Юрий Максимов ведёт кибермиротворческую деятельность и выступает с заявлениями, призывающими к сотрудничеству в области информационной безопасности на российском и на мировом уровне.
Максимов является сторонником идеи результативно-измеримой информационной безопасности (также известной как «ИБ 2.0»), при которой главной задачей становится «недопущение неприемлемых рисков».
Предприниматель называет себя хакером, подразумевая под этим понятием исследователя с развитым критическим мышлением.
Максимов часто выступает с критикой существующей цифровой архитектуры. По его мнению текущая ИТ-архитектура незащищаема и лишает пользователей суверенитета и контроля над ИТ-продуктами и сервисами. Причинами Максимов называет излишнюю централизацию ИТ-продкутов и их зависимость от облачных сервисов, что позволяет производителям технологий контролировать пользователей.

## Общественная деятельность
Юрий Максимов входит в попечительский совет Фонда «Инновационный научно-технологический центр «Сириус», возглавляемого Еленой Шмелевой.
В августе 2025 года Максимов стал попечителем Русского Географического Общества.

## Личная жизнь и увлечения
Женат. Воспитывает дочь.
В 2017 году успешно прошёл соревнование по триатлону Ironman в Испании. Занимается виндсёрфингом, кайтсёрфингом и сноубордингом.